# 後藤亮一
後藤 亮一（ごとう りょういち、1888年〈明治21年〉12月10日 - 1949年〈昭和24年〉3月29日）は、日本の政治家。衆議院議員（2期）。

## 経歴
岐阜県葉栗郡、のちの羽島郡小熊村（現羽島市）出身。1917年、京都帝国大学哲学科卒。私立花園中学校教諭、羽島郡仏教会副会長、岐阜県嘱託講師、妙心寺派宗会副議長、
同議長、同派宗務総長、同派教学財団理事長、仏教連合会幹事、雑誌「正法論」主筆、同「表現」主幹、日本ビルマ協会常任理事となる。
1930年の第17回衆議院議員総選挙において岐阜2区(当時)から立憲民政党公認で立候補して当選した。1932年の第18回衆議院議員総選挙で再選。1936年の第19回衆議院議員総選挙で落選した。1949年死去。